# ترمز سرامیکی

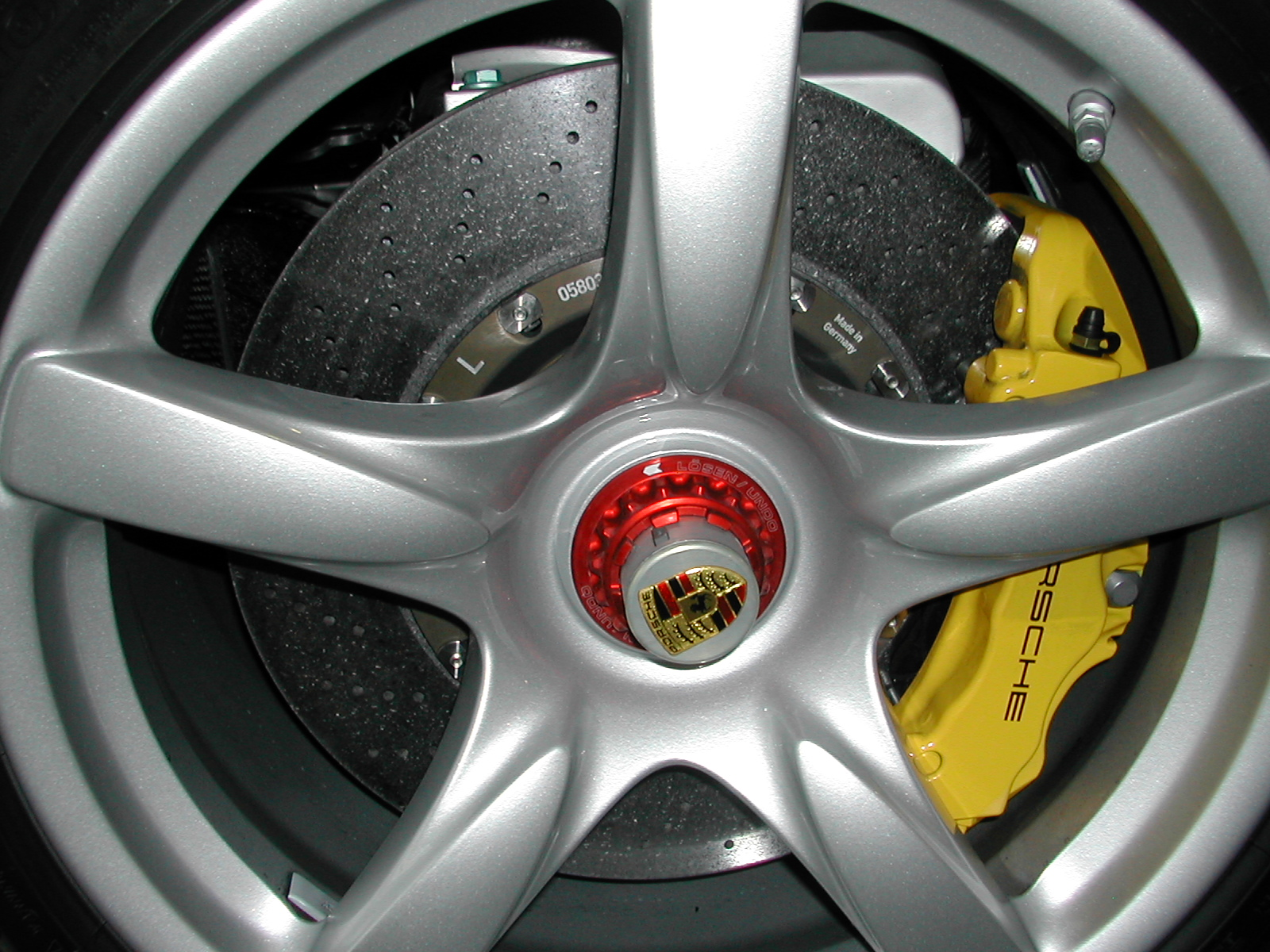
دیسک سرامیکی نصب شده روی پورشه کاررا جی تی

ترمز سرامیکی(به انگلیسی: Ceramic Brake) گونه‌ای ترمزهای دیسکی می‌باشد که در آن، به جای لنت‌های نیمه‌فلزی، از لنت‌های سرامیکی استفاده می‌شود.

## تاریخچه
ترمز سرامیکی برای اولین بار در اوایل ۱۹۹۰ ظهور پیدا کرد. بعضی از تولید کنندگانِ وسایل نقلیه شروع به استفاده از لنت هایِ سرامیک به جای لنت‌های مرسومِ نیمه فلزی کردند تا پاسخگویِ شکایاتِ مشتریان خود دربارهٔ سرو صدایِ ترمز، گرد وخاک و فرسودگی باشند. بسیاری از این لنت‌های سرامیکی به وسیله Akebono تولید می‌شدند. تولید کنندگان با دنبال کردنِ شیوه OED، ترمزهایِ Raybestos و دیگرترمزهای موجود دربازار مواد سرامیک بنیادی خود را معرفی کردند . لنت‌های سرامیکیِ موجود دربازار طراحی شده‌اند تا جایگزینِ لنت ترمزهایِ سرامیکیِ OED شده و عملکردِ ترمز را روی وسایلی که از آغاز به لنت‌های سرامیک بنیادی تجهیز شده بودند را بهبود بخشد.

## ساختار
صفحات دیسک سرامیکی به راحتی قادر به انجام وظایف خود تا دمای ۸۰۰ درجه سانتیگراد می‌باشندواین به لطف پروسه عمل آوری الیاف کربن است که قبلاً در اتومبیل‌های فرمول یک با موفقیت انجام شده و حال وارد دنیای خودروهای غیرمسابقه‌ای شده‌است و به دلیل پایین بودن وزن مخصوص مواد بکار رفته میزان حرارتی که ایجاد می‌شود کمتر است . صفحات دیسک سرامیکی تشکیل شده از الیاف کربن و چند نوع رزین هستند که در سازه آن‌ها از مجاری مارپیچی برای خنک کردن استفاده شده‌است. 
بعد از فشرده شدن و مورد استفاده قرار گرفتن در دمای خیلی بالا، صفحات دیسک در شرایط اتمسفر ووجود ازت در آن و قرار گرفتن در دمای نزدیک ۱۰۰ درجه سانتیگراد کربنیزه شده و تمام اجزاء غیرکربن موجود در دیسک تبدیل به کربن می‌شود. پروسه مختصری که ذکر شد مربوط به سیستم ترمز اتومبیل‌های فورمولا است و با تبدیل شدن اجزاء غیرکربنی به کربن خاتمه پیدا می‌کند اما در خصوص سیستم ترمزهای سرامیکی خودروهای اسپرت خیابانی یک مرحله بیشتر انجام می‌شود. 
صفحات دیسک به صورت مورب سوراخکاری می‌شوند که عمل خنک شدن بهتر انجام گیرد که این عمل به دیسک ساخته شده از کربن این امکان را می‌دهد که در دمای ۱۴۲۰ درجه سانتیگراد سیلیکون مایع را جذب کند. با خنک شدن آن، لایه‌ای از silicon carbide بر روی صفحه دیسک به وجود می‌آید که از نظر سختی با الماس برابری می‌کند. 
ساختمان کربنی که در زیر این لایه سیلیکونی قرار گرفته باعث سختی و استحکام صفحه دیسک شده و آن را در مقابل ضربات مقاوم می نماید و از آنجایی که چنین سازه‌ای در مقابل زنگ زدگی وفرسایش مقاوم بوده، لذا میزان عمل آن حداقل ۳۰۰ هزار کیلومتر است .
برروی دیسک‌های ترمز پورشه توربو شش پیستون قرار گرفته که در حدفاصل بین آن‌ها و لنت‌های ترمز یک سری عایق سرامیکی جاسازی شده‌است تا مانع از انتقال حرارت بسیار بالای ایجاد شده از دیسک‌ها به قطعات هیدرولیکی و روغن ترمز شود. 
توده هایِ گردان(rotors)سرامیکی بدون فنر در چرخ در مقایسه با دیسکهایِ ترمزِ متداول در حدود ۲۰ کیلوگرم یا ۵۰ درصد کاهش وزن می‌یابند که نتیجه این امر افزایش چشمگیرِ قابلیتِ کنترل ماشین می‌باشد. 
دیسک‌های ترمز سرامیکی Audi از سرامیک با جنس « فیبرِ تقویت شده کربن» ساخته شده‌اند . مواد اولیه بکار رفته در ساخت این ترکیب که به عنوان سرامیک کامپوزیت شناخته می‌شود. کربوسیلیکونِ بسیار سخت و مقاوم در برابر ساییدگی می‌باشد. فیبرهای کربن با دوام بالا داخل آن گنجانده شده‌اند که این کار به نحو کارآمدی تنش‌های به وجود آمده در مواد را جذب می‌کند . در مقایسه با صفحه ترمز مشابه از جنس استیل دوام این ماده از لحاظ زمانی چهار برابر می‌باشد : مقاومت بالایِ دیسکهایِ سرامیکی در برابر سایش به این معناست که این دیسک‌ها تا ۳۰۰٬۰۰۰ کیلومتر باقی خواهند ماند. نهایت سختیِ سطحِ این سرامیک کامپوزیت نیز بدین معناست که دیسک‌های ترمز نسبت به نمکهایِ جاده‌های آبی و خاکی و نیز زنگ زدگی و پوسیدگی آسیب‌پذیر نمی‌باشند. 
لنت ترمزهای سرامیکی به جایِ فیبرهایِ استیلِ نیمه فلزی از ترکیب‌های سرامیکی و فیبرهای مسی استفاده می‌کند . این امر به لنت‌های سرامیکی اجازه می‌دهد تا در دماهای بالای ترمزگیری اتلافِ گرمایی کمتری داشته باشد و نیز بعد از ایستادن سریعتر به حالت اول خود باز گردند و نیز گرد وخاکِ کمتری رویِ لنت‌ها و گردنده (rotors) ایجاد کند. به علاوه ترکیب هایِ سرامیکی در لنت ترمزهای سرامیکی سرو صدای کمتری را در ترمزگیری به‌دنبال دارند. علت آنست که ترکیب‌های سرامیکی صدایی را با فرکانسِ خارج از گستره شنوایی انسان تولید می‌کند. این لنت‌ها رفتار حرارتیِ خیلی بهتری از بیشترِ موادِ ارگانیکِ غیرآزبست (NAO) دارند. 
برای داشتن این سازگاری در طی چندین سال مواد ضدِ اصطکاک برای ترمز به تدریج شکل گرفته اند، آن‌ها از آزبستها به فرمول‌های ارگانیک و نیمه فلزی پیشرفت کردند. 
ویژگی دیگری که مواد سرامیکیِ را جذاب می سازند این است که از گرد و خاک خبری نیست . تمام لنت‌ها هنگام ترمز، گردوخاک تولید می‌کنند. محتویاتِ داخلِ ترکیب‌های سرامیکی گردِ رنگی کمی ایجاد می‌کنند که احتمال چسبیدنش به تایر بسیار کم است در نتیجه چرخ‌ها و تایرها ظاهر تمیزی را برای مدّت طولانی تری خواهند داشت.

## تحقیقات و آزمایش‌ها
دیسک‌های ترمز سرامیکی برای اطمینان از استحکام و پایداری تحت سخت‌ترین و دقیق‌ترین آزمایش‌ها قرار گرفته اند، در یکی از این آزمایش‌ها متخصصین کارخانه پورشه مجموعاً ۲۵ بار سرعت پورشه ۹۱۱ توربو را از ۲۷۵ کیلومتر بر ساعت به ۱۰۰ کیلومتر در ساعت رساندند . در مرتبه یازدهم از میزان اصطکاکی که اندازه‌گیری شد، مشخص شد که تا ۹۰ درصد اصطکاک اولیه است که باید گفت چنین رویدادی درحد معجزه در دنیای ترمز بوده چرا که در دیسک‌های ترمز معمولی در چنین شرایطی کارایی آن‌ها حداقل تا بیش از ۵۰ درصد از بین می‌رود. همچنین میزان متراژ مورد نیاز برای توقف در مرتبه یازدهم از سرعت ۹۶ کیلومتر تا توقف کامل با دیسک‌های فلزی ۵۷ است درحالی که این مسافت با دیسک‌های سرامیکی تنها ۴۰متر است . البته لازم به ذکر است که این متراژ ترمز بدون استفاده از هیچگونه سیستم کمکی ترمز همچون A.B.S انجام شده‌است که این یکی از سنت‌های رایج را در کارخانه پورشه است . 
شرکت Surface Transforms )ST)، چند سال اخیر فعالیت خود را در تولید مواد درجه یک سرامیک با فیبر کربن و تولید نسل جدید دیسک‌های ترمز با عملکرد بالا، سپری کرده‌است . ST به منظور تولید صادقانه روی آزمایش ماشین‌ها هم در جاده و هم در مسیرهای سخت، سرمایه‌گذاری کرده‌است . تست دینامومتر برای بررسی خصوصیات دیسک و نیز استفاده در اتومبیل در مسابقات سخت، بکار می‌رود. این امر با نقشه برداری از شتاب‌ها و شتاب‌های منفی از حرکت‌های واقعی، حاصل شده‌است . 
ST همچنین آزمایش‌های در Brake testing International انجام داد که شرکت آزمایش‌گیری مستقلی است که نتایج عادلانه آزمایش را فراهم می‌کند. آن‌ها در BTI آزمایش‌های پاشیدن نمک و یخ زدگی را انجام دادیم در جایی که قبل از آزمایش به دیسک آب نمک پاشده می‌شد و قبل از انجام آزمایش دیسک‌ها تا منفی ۲۰ درجه سانتیگراد سرد شده آزمایش پاشیدن نمک در دماهای متفاوت و سرعت‌های مختلف انجام شد . سپس همان دیسک در معرض آزمایش نابودی قرار می‌گیرد که در آن ۴۰ ترمز پشت سرهم گرفته شود. این دیسک کاملاً بدون عیب حتی بعد از شوک‌های سنگین در دمای ۱۰۰۰درجه سانتیگراد باقی‌ماند. دیسک‌های استیل در این آزمایش دو بار شکسته شدند. ماده بکار رفته در این آزمایش، لنت‌هایی از جنس سرامیک غنی شده با فیبر کربن(CFRC) است که توسط پروسه‌های انحصاری ST تولید می‌شود. در این پروسه‌ها پیوند کربن - کربن تبدیل به پیوند کربن - سیلیکون کربید (C Si C) می‌شود از موفقیت‌های این شرکت می‌توان به تولید مرغوبترین فیبرهای غنی‌سازی شده به منظور تولید دیسک‌های یکپارچه تا نمونه‌های سرامیکی تکه تکه را نام برد.

## مقایسه ترمز سرامیکی و فلزی
یکی ازتفاوتهای اصلی بینِ موادِ سرامیکی و ترمز نیمه فلزی این است که لنت‌های سرامیکی الیافِ استیل ندارند . استیل ایجاد مقاومت کرده و گرما را از گردنده(rotors) منتقل می‌کند ولی این لنت در عین حال سروصدا ایجاد می‌کند . همچنین استیل مانند سمباده عمل کرده و باعث خوردگی گردنده می‌شود. جایگزینی موادِ سرامیکی و فیبرهای مسی به جای استیل اجازه می‌دهدکه لنت‌های سرامیکی، دماهای بالایی را با اتلافِ حرارتیِ کمتر را تحمّل کنند، سریعتر به حالت اول خود باز گردند، خردگیِ کمتری ایجاد کنند و سر و صدای کمتری ایجاد کنند. لنت ترمزها دیگر قیژقیژ نمی‌کنند زیرا ترکیب سرامیکی صدایی را که خارج از گستره شنوایی انسان است، ایجاد می‌کند . خصوصیاتِ دیگری که کمک می‌کند لنت‌های سرامیکی کاملاً بی سرو صدا باشند وجودِ چَمفِرها، روزنه‌ها و لایه هایِ عایق است.
لایه‌های عایق قشر نمناکی ایجاد می‌کنند تا لرزش‌ها را قبل از اینکه ایجادِ سروصدا کنند، جذب یا محو گردانند.
چمفرها لبه‌های زاویه داری هستند که روی انتهاهای ِ اصلی قرار دارند و هنگام استفاده از ترمز صدای اولیه را کاهش می‌دهد . چمفرها سطحِ ترمز را تا حدّی کاهش داده که این امر باعث افزایش نیرویِ فشار بکار رفته در لنت‌ها می‌گردد. این امر به کاهش صدای لرزش‌ها نیز کمک می‌کند. 
اسلاتها(slots)، شیارهایی هستند که به صورت عمودی، قطری یا افقی در لنت‌ها برش داده شده‌اند تا با تغییر فرکانسِ لرزش از سطح قابل شنیدن به سطح بالاتری که خارج از گستره شنوایی انسان است، سرو صدا را کاهش دهند.همچنین این اسلاتها با ایجاد مسیری برای خروج گازها و گرد و خاک در دماهای بالای ترمزگیری به کاهشِ خردگیِ ترمز کمک می‌کنند. 

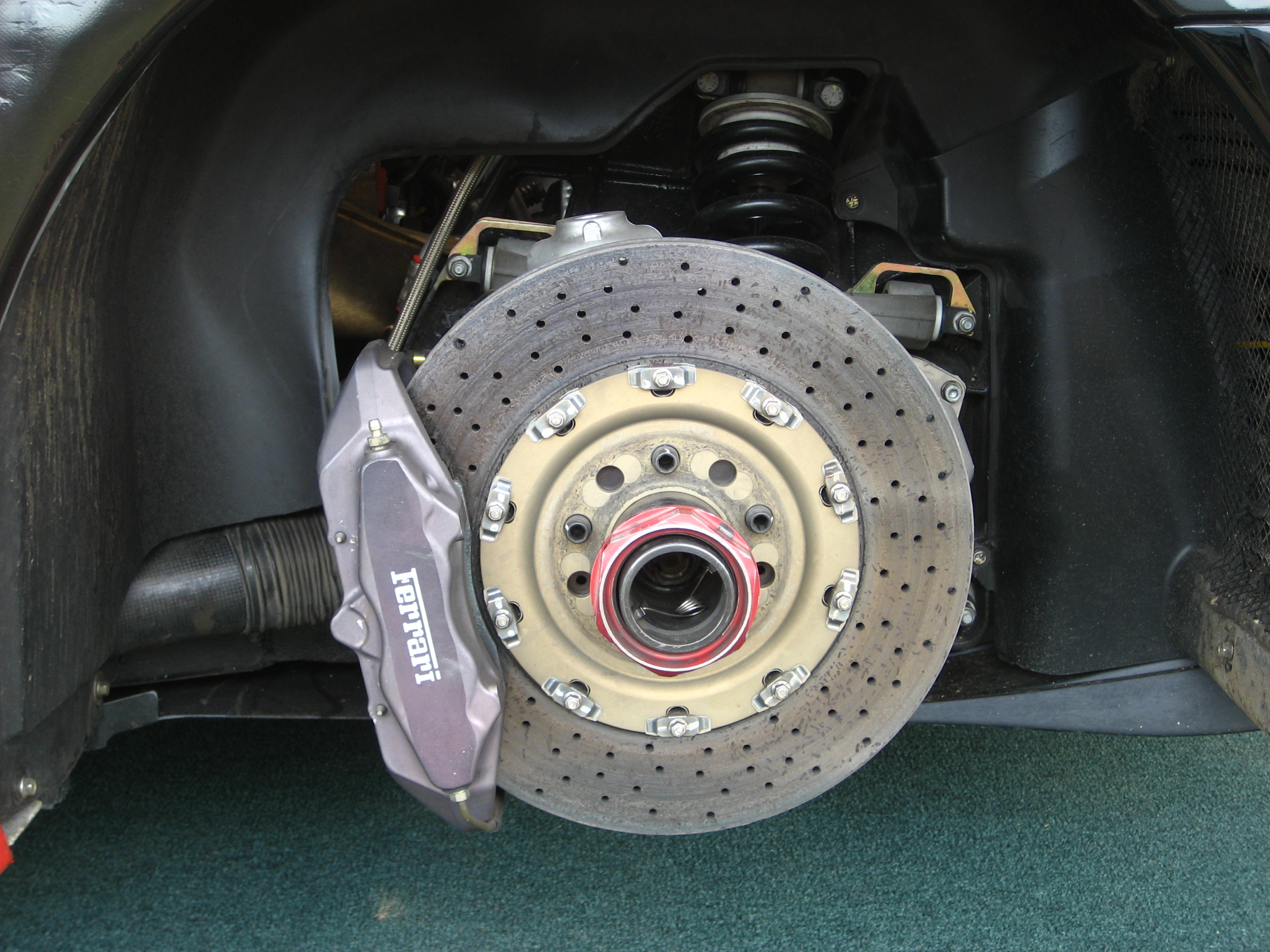
دیسک سرامیکی متعلق به فراری اف۴۳۰

## نقش ترمزهای سرامیکی
لنت‌های سرامیکی را می‌توان روی هر وسیله نقلیه که از ابتدا با لنت‌های سرامیکی OEM تجهیز شده‌اند یا وسایلی که با NAO بهره شده اند، نصب شوند لنت‌های سرامیکی برای جایگزینی با لنت‌های نیمه فلزیِ وسایل نقلیه سنگین پیشنهاد نمی‌گردند . در وانت‌ها و SUVهای بزرگ برای بارگذاری بالا و دماهای ترمزگیری بالا نوعاً لنت هایِ نیمه فلزی لازم است. 
دیسک ترمز سرامیکی در پورشه توربو علی‌رغم آنکه قطر آن‌ها افزایش پیدا کرده و از mm۳۳۰ به mm۳۵۰ رسیده‌است، منتهی وزن آن، به نصف کاهش پیدا کرده‌است و این موضوع نظر مهندسین و متخصصان را بسیار جلب کرده‌است چون مجموعاً باعث کاهش وزن معادل ۱۶٫۵ کیلوگرم درخودرو شده و این درحالی است که سازندگان و طراحان همواره در تلاش هستند تا از هر قسمتی از خودرو حتّی چنانچه امکان داشته باشد چندگرم از وزن آن بکاهند. 
یکی از خصوصیات و ویژگی‌های منحصربه‌فرد دیسک‌های سرامیکی نوع ساختار سطح آن است که میزان اصطکاک آن ۲۵ درصد بیش از میزان اصطکاک بر روی صفحات دیسک فولادی رایج است که این موضوع در لحظات آغازین ترمزگیری از اهمیت زیادی برخوردار است، بنابراین در شرایط توقف گیری‌های اضطراری حداکثر توان ترمز در همان لحظات اولیه در دسترس راننده قرار دارد و دیگر نیازی به استفاده از تکنولوژی‌های کمکی ترمز همچون E.B.C و E.S.P نیست.